# Guldfeber (film)
Guldfeber (engelska: The Gold Rush) är en amerikansk stumfilmskomedi från 1925, skriven regisserad och producerad av Charlie Chaplin. Chaplin spelar även huvudrollen, mot bland andra Mack Swain (i rollen som Big Jim McKay), Georgia Hale (i rollen som Georgia) och Tom Murray (i rollen som Black Larsen).

## Rollista

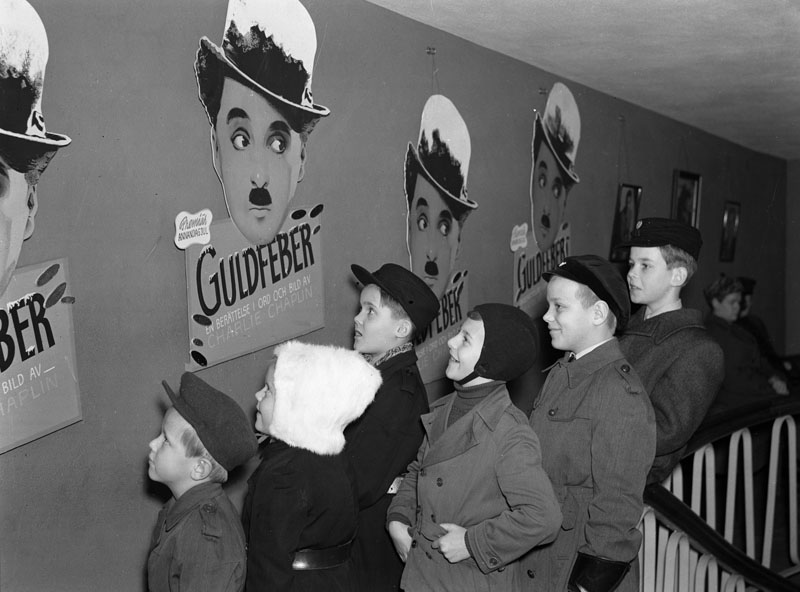
Guldfeber på biografen Park i Stockholm den 27 december 1942.

| Charlie Chaplin | – Den ensamme guldletaren |
| Georgia Hale    | – Georgia                 |
| Mack Swain      | – Big Jim McKay           |
| Tom Murray      | – Black Larsen            |
| Malcolm Waite   | – Jack Cameron            |
| Henry Bergman   | – Hank Curtis             |

## Kända scener
Filmen innehåller bland annat två scener som blivit berömda:
- Chaplin tillagar och äter sin ena känga inför hotet om svältdöd.
- I en dagdröm underhåller Chaplin och roar de vackra societetsdamerna med en "bröddans" på matbordet. Bröden träs på ett par gafflar och ger intrycket av att vara Chaplins skor som dansar på bordet.

## Om filmen
Guldfeber har visats i SVT, bland annat 1981, 1984, nyårsafton 1992 och i juni 2021.

### Webbkällor
- ”The Gold Rush”. Variety. https://variety.com/1925/film/reviews/the-gold-rush-1200409632/. Läst 16 juni 2021.